# Lady G
Janice Fyffe (sinh ngày 7 tháng 5 năm 1968 ), được biết đến với cái tên Lady G, là một nữ vũ công và reggae deejay. Cô được biết đến với bài hát "Man a Bad Man" từ bộ phim Third World Cop. Các bài hát khác của Lady G bao gồm "Nuff Honor", "Round Table Talk" (với người cố vấn Papa San), "Một số người bạn", "Breeze Off" và " Girls Like Us " là một nghệ sĩ nổi bật. Cô ghi lại trên nhãn Greensleeves.
Lady G biểu diễn tại lễ hội reggae lớn nhất châu Âu, Summerjam, năm 2001.
Cô cũng đã đi lưu diễn ở Hoa Kỳ với Buju Banton.